# NGC 5702
NGC 5702 (другие обозначения — UGC 9434, MCG 4-35-2, ZWG 134.7, PGC 52347) — линзообразная галактика (S0) в созвездии Волопас.
Этот объект входит в число перечисленных в оригинальной редакции «Нового общего каталога».